# Resolutie 776 Veiligheidsraad Verenigde Naties
Resolutie 776 van de Veiligheidsraad van de Verenigde Naties werd op 14 september 1992 aangenomen. Dat gebeurde met twaalf stemmen voor en drie onthoudingen van China, India en Zimbabwe.

## Achtergrond
In 1980 overleed de Joegoslavische leider Tito, die decennialang de bindende kracht was geweest tussen de zes deelstaten van het land. Na zijn dood kende het nationalisme een sterke opmars, en in 1991 verklaarden verschillende deelstaten zich onafhankelijk. Zo ook Bosnië en Herzegovina, waar in 1992 een burgeroorlog uitbrak tussen de Bosniakken, Kroaten en Serviërs. Deze oorlog, waarbij etnische zuiveringen plaatsvonden, ging door totdat in 1995 vrede werd gesloten.

## Inhoud
De Veiligheidsraad:
- bevestigt resolutie 743 en volgende over UNPROFOR;
- steunt de principes en akkoorden die op de Conferentie van Londen werden bereikt, waaronder samenwerking voor de levering van hulpgoederen via de weg in Bosnië en Herzegovina;
- bestudeerde het rapport van de secretaris-generaal;
- waardeert de aanbiedingen van een aantal landen om militair personeel ter beschikking te stellen voor de verdeling van hulpgoederen;
- is vastberaden om de bescherming en veiligheid van UNPROFOR en het VN-personeel te verzekeren;
- benadrukt hiertoe het belang van maatregelen zoals een ban op militaire vluchten;

1. keurt het rapport goed;
2. autoriseert de uitvoering van paragraaf °2 van resolutie 770 en de uitbreiding van UNPROFOR's mandaat om onder meer konvooien met vrijgelaten gevangenen te beschermen, op verzoek van het Rode Kruis;
3. vraagt de lidstaten om financiële steun;
4. besluit om actief op de hoogte te blijven om indien nodig verdere stappen te zetten om de veiligheid van UNPROFOR en de uitvoer van haar mandaat te verzekeren.

## Verwante resoluties
- Resolutie 770 Veiligheidsraad Verenigde Naties
- Resolutie 771 Veiligheidsraad Verenigde Naties
- Resolutie 777 Veiligheidsraad Verenigde Naties
- Resolutie 780 Veiligheidsraad Verenigde Naties

Lijst ·  726 ·  727 ·  728 ·  729 ·  730 ·  731 ·  732 ·  733 ·  734 ·  735 ·  736 ·  737 ·  738 ·  739 ·  740 ·  741 ·  742 ·  743 ·  744 ·  745 ·  746 ·  747 ·  748 ·  749 ·  750 ·  751 ·  752 ·  753 ·  754 ·  755 ·  756 ·  757 ·  758 ·  759 ·  760 ·  761 ·  762 ·  763 ·  764 ·  765 ·  766 ·  767 ·  768 ·  769 ·  770 ·  771 ·  772 ·  773 ·  774 ·  775 ·  776 ·  777 ·  778 ·  779 ·  780 ·  781 ·  782 ·  783 ·  784 ·  785 ·  786 ·  787 ·  788 ·  789 ·  790 ·  791 ·  792 ·  793 ·  794 ·  795 ·  796 ·  797 ·  798 ·  799